# Bisbat de Bozen-Brixen

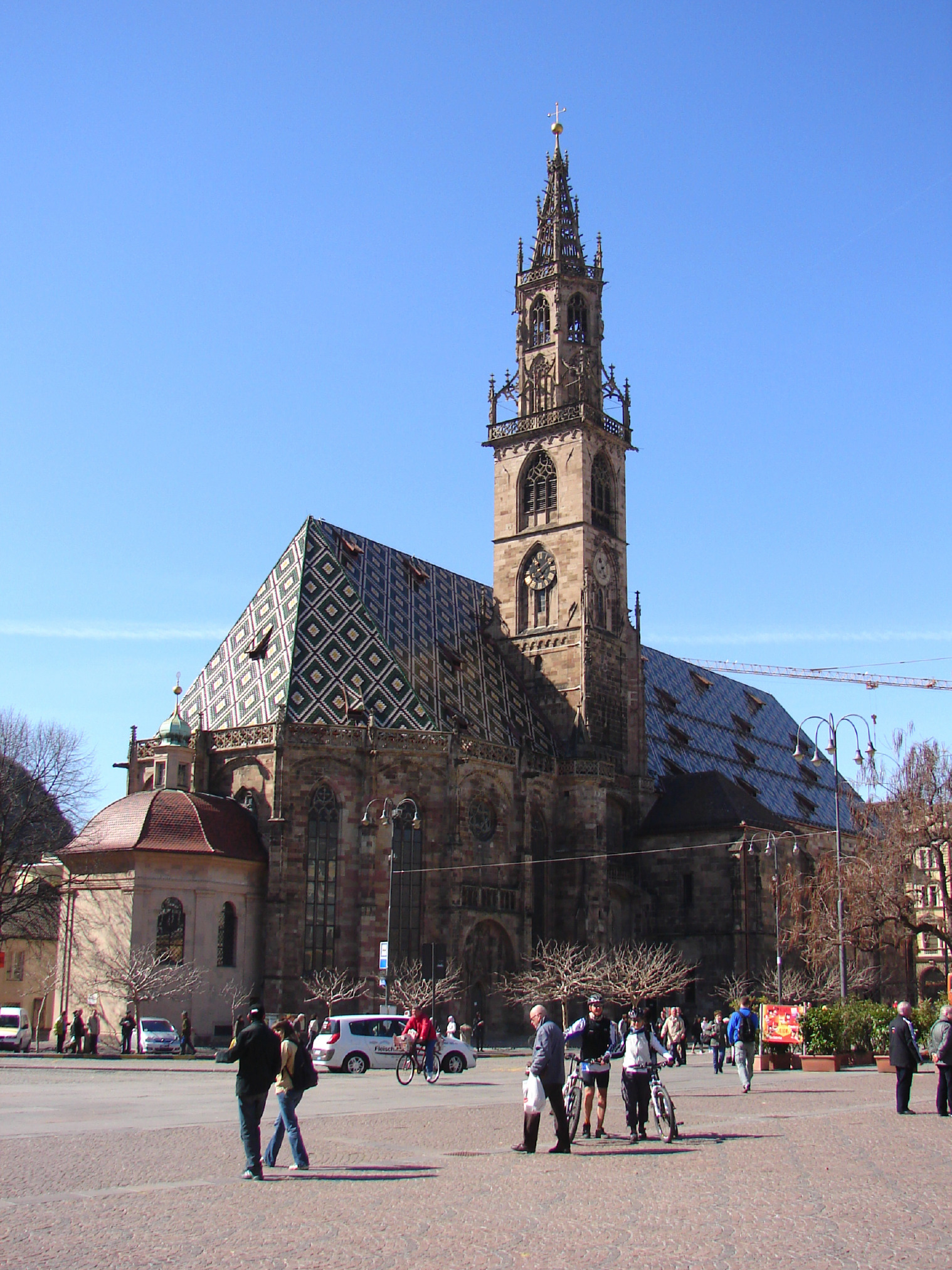
Il duomo di Bolzano, església co-catedral

El bisbat de Brixen o pel seu nom italià Bisbat de Bressanone, fou una jurisdicció eclesiàstica i feudal del Sacre Imperi Romanogermànic. La jurisdicció eclesiàstica ha esdevingut modernament la diòcesi de Bolzano-Bressanone (llatí: Dioecesis Bauzanensis-Brixinensis, alemany: Diözese Bozen-Brixen, ladí: Diozeja de Bulsan-Persenon) de l'església catolica. La seu moderna és sufragània de l'arxidiòcesi de Trento dins la regió eclesiàstica Triveneto; el 2006 tenia 465.365 batejats entre 479.758 habitants. Una part de l'antiga diòcesi va formar un principat-bisbat el 1027 i va restar un feu immediat imperial fins a 1803, quan fou secularitzat o agregat al Tirol. La diòcesi eclesiàstica espiritual existent ja al segle vi, va romandre després del 1803 i va existir fins al 1964, quan fou unida a Bolzano i va formar la diòcesi de Bozen-Brixen o Bolzano-Bressanone. La diòcesi moderna abasta una superfície de 7.400 km² i és la més gran d'Itàlia estant subdividida en 28 deganats i 280 parròquies. La diòcesi comprèn els tres grups lingüístics a Tirol del Sud, i l'organització pastoral i les estructures administratives són compartides entre els tres grups lingüístics: alemany, italià i ladí.

## Història

### Edat mitjana
El bisbat de Bressanone a la vall d'Eisack/Isarco es va fundar abans del segle vi amb seu a Sabiona i sufragània del Patriarcat d'Aquileia; segons la llegenda va ser fundada per Sant Cassià a principis del segle III; en tot cas el cristianisme fou capaç de propagar-se a Sabiona, en aquest moment un dels principals centres de comerç de l'Imperi Romà. El primer bisbe testimoniat amb certesa fou Ingenuí, vers el 580.
Les tribus que van poblar la diòcesi de Sabiona en els grans moviments migratoris, especialment els bavaresos i llombards van estar immediatament d'acord en adherir-se al cristianisme, només els eslaus de Pustertal persistiren en el paganisme fins al segle viii. Des del 798 la diòcesi va estar sota la jurisdicció de la diòcesi metropolitana de Salzburg,. A la segona meitat del segle x el bisbe Ricbert (nomenat vers 967 o el bisbe Albuí I (967-1005) es van establir (vers 967) a una nova seu a Bressanone.
El bisbe Hartwig (1020-1039) va aconseguir el rang de ciutat per Bressanone, i la va envoltar amb fortificacions. La diòcesi va ser ampliada per successives obres dels emperadors: la Norital de Conrad II el 1027, i el Pustertal, feta per Enric IV el 1091. El 1179 Frederic I va donar al bisbe el títol de Príncep del Sacre Imperi Romanogermànic. Aquesta va ser una concessió, en reconeixement del fet que durant el conflicte entre l'Imperi i el Papat, els bisbes de Brixen havien donat suport en general a l'Emperador. Especialment conegut és el cas d'Altwin durant el seu llarg episcopa (1049-1091), en el qual el sínode de 1080 es va celebrar a Bressanone, amb assistència de trenta bisbes que es van aliar amb l'emperador, i que va declarar deposat al Papa Gregori VII i fou proclamat antipapa el bisbe de Ravenna, amb el nom de Climent III.
El poder temporal de la diòcesi es va veure minvat pels mateixos bisbes, que van donar grans extensions de la diòcesi als terratinents locals, per exemple, al segle xi, les valls de la Engadina, i de l'Eisack (cedits al comte del Tirol, i el 1165d el territori' Inntal i Pustertal que fou concedit als ducs d'Andechs-Merània. Els comtes del Tirol, en particular, que havien cedit o venut la major part de les seves possessions als ducs d'Andechs-Merània, van incrementar constantment la seva força i poder a costa del bisbe. Bruno von Kirchberg (1249-1288) va tenir moltes dificultats per fer valer la seva autoritat sobre aquesta part del territori en contra de les pretensions del comte Meinhard II de Tirol-Gorízia i per això Frederic I d'Habsburg va concedir més poder als bisbes de Brixen. El desacord entre el cardenal Nicolau de Cusa (1450-1464), elegit pel papa Nicolau V com a bisbe de Brixen, i Segimon d'Àustria va tenir desafortunades conseqüències: el cardenal va ser empresonat i el Papa va llançar un interdicte sobre la diòcesi, però Segimon va emergir com el guanyador del xoc.

### La reforma i el protectorat austríac
La Reforma va ser proclamada a Bressanone durant l'episcopat de Christoph I von Schrofenstein (1509-1521) pels emissaris alemanys, com Strauss, Urbanus Regius i altres. En 1525 sota el bisbe Jordi III d'Àustria (1525-1539) va esclatar la guerra dels camperols, i molts monestirs i esglésies van ser destruïdes. La promesa del rei Ferran I I, sobirà del Tirol, de retornar la pau a Bressanone reprimint la revolta, i la proclamació de la dieta d'Innsbruck, es va mantenir i els camperols es van veure obligats a acceptar les noves normes. No obstant això, el 1532 aquesta promesa va ser ignorada, però això no va alterar la tranquil·litat de la regió.
Ferran I i el seu fill, l'arxiduc Ferran II, en particular, com governants civils van prendre mesures serioses contra els nous corrents herètics, liderats pels anabaptistes, que estenien la seva religió per Àustria; això es va fer per preservar la integritat de la religió catòlica a Àustria i també al Tirol igualment catòlica. En aquest període l'educació va ser dirigida pels jesuïtes, caputxins, franciscans i la Societat del Verb Diví. Cardenals notables d'aquest període van ser: Andrea d'Àustria (1591-1600) i Christoph IV von Spaur (1601-1613), que el 1607 van fundar un seminari teològic, ampliant l'escola de la catedral, i es va distingir com benefactors dels pobres i necessitats

### La fi del Principat-bisbat
Els segles XVIII i XIX es va produir un renaixement de la vida religiosa de la diòcesi. Es van fundar nous monestirs i noves missions per a la cura de les ànimes, i va ser promoguda la instrucció religiosa de les persones; el 1677 es va fundar la Universitat d'Innsbruck. Els bisbes més rellevants de l'època van ser: Kaspar Ignaz von Künigl (1702-1747) que va fundar molts beneficis per la cura de les ànimes, va realitzar visites pastorals a la regió, mantenint una estricta disciplina i la puresa del seu propi clergat, dirigit pels jesuïtes, etc.; Leopold von Spaur (1747-1778), qui va reconstruir el seminari, va acabar i va consagrar la catedral, el que li va garantir alta estima de l'emperadriu Maria Teresa; Josph Philipp von Spaur (1780-1791), va ser un fervent partidari de l'educació mitjançant l'adhesió a la política, del josefinisme proclamada per l'emperador. El govern de l'emperador Josep estava molt interessat en els assumptes eclesiàstics; en el seu temps van ser suprimits uns vint monestirs i diòcesis, es va obrir un seminari a Innsbruck, i es van prohibir les peregrinacions i processons.
Igual que en el principat-bisbat de Trento, Brixen, també va haver de lluitar durant el segle xviii en contra de les fortes pressions polítiques teresianes i josefianes per l'annexió a Àustria.
Més digne que la de Trento fou l'actitud assumida pel bisbe Leopoldo von Spaur (1748-1778) pel que fa als prínceps de Trento. De fet va defensar valentament la independència de l'Estat i la seva integritat territorial, desafiant la voluntat de Viena.
Fins i tot el 1774, demostrant la seva plena llibertat, va exercir l'ús del judicium sanguinis, per l'execució d'una sentència de mort, va emetre decrets relatius a la barrera monetària i els costums per ajudar a l'economia, i va aprovar noves llicències a atorgar cartes de noblesa i una amnistia, seguit pel seu Capítol en la seva voluntat de desafiar els Habsburg, fins i tot va aprovar l'emissió dels seus thalers.
Al Col·legi de prínceps de 1801 l'Estat era el vot 39è. La sobirania, també representada per la seva pròpia moneda, es va mantenir intacta fins a la secularització de 1803, tot i estar de fet des del segle xvi sota la protecció dels Habsburg.
El principat, es va expandir a través de donacions i compres, va ser un territori polímer dividit en diverses parts: el districte de Brixen, es va estendre a l'esquerra del Isarco des de Fortezza (Franzenfeste) fins Chiusa (Klausen) centre del deganat del Principat, a la confluència del Rienza, incloent Albes i Castel Salern. Altres exclavaments van ser: les batllies de Luson, San Martino in Badia i Torre Gardena, Vandoies i Val di Fundres, Brunico e Val di Tures, Anterselva, Tires a Val di Fassa amb Canazei i Livinallongo, Braies i Val Fosco, petites porcions prop de Campo Tures i Croda Rossa, dues porcions al llarg del riu Drave aigües amunt de Lienz (Aures, Assling, Tristach) i finalment el gran feu de Bistrita/ Bistritz (Bled) a la vall superior del riu Dolinka a nord de la muntanya Triglav Dolinka a Carniola (Eslovènia).
Va ser el bisbe Franz Karl von Lodron (1791-1828), qui va veure el col·lapse del poder temporal del bisbat. El 1803 el principat va ser secularitzat i annexionat a Àustria, i el Capítol de la catedral va ser dissolt. El curt govern de Baviera des de 1806 va estar marcada per un despotisme profund contra l'església; la restauració de la supremacia d'Àustria el 1814 va millorar en gran manera les condicions de la diòcesi.
En el segle transcorregut entre la Restauració i el final de la primera guerra mundial, el territori de la diòcesi es va limitar de nou: li pertanyien l'actual Vorarlberg, el Tirol del Nord i el Tirol Oriental i la Vall de l'Isarco, Val Venosta, Val Pusteria, Val Badia, Val Gardena i Ampezzo.

### Segle XX
El 1921, després de l'annexió del Tirol del Sud a Itàlia després de la Primera Guerra Mundial, va cedir una porció del seu territori, que havia quedat situat a l'altre costat de la frontera a favor de l'Administració Apostòlica d'Innsbruck-Feldkirch (en l'actualitat la diòcesi d'Innsbruck)
El 25 d'abril de 1921 la diòcesi de Brixen va ser separat de la província eclesiàstica de l'Arxidiòcesi de Salzburg i immediatament va ser sotmesa directament a la Santa Seu.
El 6 de juliol de 1964 en virtut de la butlla del Papa Pau VI Quo aptius, la part Altoatesina de l'arxidiòcesi de Trento, es van unir a la diòcesi de Brassanone, qui va assumir el nom de Bolzano-Bressanone. El bisbe de Brixen Joseph Gargitter es va traslladar a Bolzano amb la cúria, però la catedral de Bressanone i el seminari major de Bressanone es van mantenir. La catedral de Bolzano porta el títol de concatedral. Amb el mateix esperit, les parts de la diòcesi de Bressanone, a la província de Belluno (Colle Santa Lucia, Livinallongo del Col di Lana i Cortina d'Ampezzo) es van agregar a la diòcesi de Belluno. El bisbe auxiliar de Trento Heinrich Forer va esdevenir bisbe auxiliar de Bolzano - Bressanone. Els seminaristes i professors de l'Alt Adigi es va traslladar a Bressanone.

## Llista de bisbes

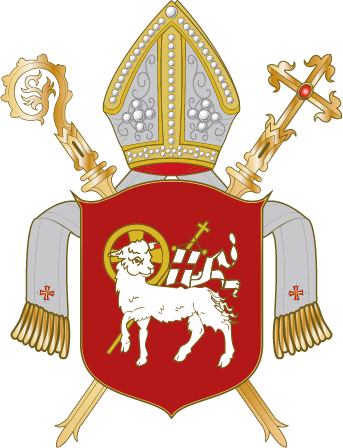
Escut del bisbat

### Bisbes de Sabiona
- Sant Cassià (? - 365)
- Materní (576 - 578)
- Ingenuí (578 - 608)
- Costantí (? - ?)
- Procopi (? - 645)
- Orsó † (? - ?)
- Pigenzi (? - ?)
- Projecte (? - ?)
- Materní II (? - ?)
- Marcel (? - ?)
- Valerià (? - ?)
- Àngel (? - ?)
- Aurelià (? - ?)
- Antoni I (? - ?)
- Llorenç (? - ?)
- Màstul (? - ?)
- Joan I (? - ?)
- Alim (749 - 800)
- Enric I (805 - 828)
- Aribo (828 - 842)
- Wilfund (842 - 845)
- Lanfred (845 - 875)
- Zerit (? - ?)[2]
- Zaccaria (890 - 907)
- Meginbert (907 - 926)
- Nithard (926 - 938)
- Wisunt (938 - 956)
- Ricbert (956 - 975)

### Bisbes de Bressanone o Brixen
- Albuí (975 - 1006)
- Adalberó (1006 - 1017)
- Heriward (1017 - 1022)
- Hartwig von Hainfels (Sieghardinger) (1022 - 1039)
- Poppó de Bressanone (1039 - 1048 elegit papa com Damas II)
- Altwin (1049 - 1097)
- Burcard (1091 - 1099)
- Anton (1097 - 1100)
- Ugo (1100 - 1125)
- Reginbert (1125 - 1140)
- Hartmann (1140 - 1164)
- Ottone VI d'Andechs (1165 - 1170)
- Heinrich von Fügen (1170 - 1174)
- Richer von Hohenburg (1174 - 1177)
- Heinrich von Berchtesgaden (1118 - 1195)
- Eberhard von Regensberg (1196 - 1200 nomenat arquebisbe de Salzburg
- Konrad von Rodank (1200 - 1216)
- Bertold von Neifen (1216 - 1224)
- Heinrich von Taufers (1224 - 1239)
- Egno von Eppan (1240 - 8 de novembre de 1250 nomenat bisbe de Trenta)
- Bruno von Kirchberg (1250 - 1288)
- Heinrich von Trevejach (1290 - 1295)
- Landolfo de Milà (1295 - 1300)
- Konrad (1301 - 1301)
- Arnold (1302 - 1302)
- Johann Sax (1302 - 1306)
- Johann von Schlackenwert (1306 - 1322 nomenat arquebisbe de Bamberg)
- Ulrich von Schlüsselburg (1322 - 1322)
- Konrad von Klingenberg (1322 - 1324 nomenat bisbe de Múnic i Freising)
- Albert von Enn (1324 - 1336)
- Matthäus Andergassen (1336 - 1363)
- Lamprecht von Brunn (1363 - 1364)
- Johann Ribi von Lenzburg (1364 - 1374)
- Friedrich von Erdingen (2 d'abril de 1376 - 1396 (va dimitir)
- Ulric de Viena (1396 - 1417)
- Sebastian Stämpfel (1417 - 1418)
- Berthold von Bückelsburg (1418 - 1427)
- Ulrich Putsch (1427 - 1437)
- Georg von Stubai (1437 - 1443)
- Johann Röttel (1444 - 1450)
- Niccola Cusano (1450 - 1464)
- Francesco Gonzaga (1464 - 1466)
- Leo von Spaur (1469 - 1471)
- Georg Golser (1471 - 1489)
- Melchior von Meckau (1489 - 1509)
- Christoph von Schrofenstein (1509 - 1521)
- Sebastian Sprenz (1521 - 1525)
- Jordi d'Àustria (9 d'abril de 1526 - 27 de març de 1538 nomenat arquebisbe de València)
- Bernardo Clesio † (1539 nominato bisbe de Trento)
- Christoph Fuchs von Fuchsberg † (1539 - 1542)
- Cristoforo Madruzzo † (17 dicembre 1542 - 5 luglio 1578 (també bisbe de Trento)
- Johann Thomas von Spaur † (1578 - 1591)
- Andrea d'Àustria † (1591 - 1600) (també bisbe de Constança)
- Christoph Andreas von Spaur † (1601 - 1613) 
  - Carles d'Àustria † (1613 - 1624) (administrador apostòlic, també bisbe de Wrocław o Breslau)
- Hieronymus Otto Agricola † (1625 - 1627)
- Daniel Zen † (1627 - 1628)
- Wilhelm von Welsberg † (1629 - 1641)
- Johann Platzgummer † (1641 - 1647)
- Anton Crosini von Bonporto † (16 de juliol de 1647 - 14 de maig de 1663
- Sigmund Alphons von Thun † (21 de maig de 1663 - 2 de març de 1677
- Paulinus Mayr † (29 d'abril de 1677 - 29 de setembre de 1685
- Johann Franz von Khuen zu Liechtenberg † (15 de novembre de 1685 - 3 d'abril de 1702
- Kaspar Ignaz von Künigl zu Ehrenburg † (8 de juny de 1702 - 24 de juliol de 1747
- Leopold Maria Joseph von Spaur † (18 d'octubre de 1747 - 31 de desembre de 1778
- Ignaz Franz Stanislaus von Spaur † (31 de desembre de 1778 - 2 de març de 1779
- Joseph Philipp Franz von Spaur † (26 de maig de 1779 - 26 de maig de 1791
- Karl Franz von Lodron † (16 d'agost de 1791 - 10 d'agost de 1828
- Seu vacant (1828-1829)
- Bernhard Galura 1829 - 1856
- Vinzenz Gasser 1856 - 1879
- Johannes von Leiss 1879 - 1884
- Simon Aichner 1884 - 1904
- Josef Altenweisel 1904 - 1912
- Franz Egger 1912 - 1918
  - Franz Schmid (1918-1921) (regent)
- Johannes Raffl 1921 - 1927
  - Josef Mutschlechner 1927 - 1930 (regent)
- Johannes Baptist Geisler 1930 - 1952
- Joseph Gargitter 1952 - 1964 (nomenat bisbe de Bolzano-Bressanone)

### Bisbes de Bolzano-Bressanone
- Joseph Gargitter 1964 - 1986 (de 1952 a 1964 bisbe de Bressanone)
- Wilhelm Emil Egger, 1986 - 2008
- Karl Golser 2008 - 2011
- Ivo Muser, des del 9 d'octubre de 2011

## Estadístiques
La diòcesi a finals del 2006, sobre una població de 479.758 persones tenia batejats 465.365, el que representa 97,0% del total.
| any                          | població | població | població | sacerdots | sacerdots       | sacerdots       | sacerdots             | diaques | religiosos | religiosos | parroquies |
| ---------------------------- | -------- | -------- | -------- | --------- | --------------- | --------------- | --------------------- | ------- | ---------- | ---------- | ---------- |
| any                          | batejats | total    | %        | total     | clergat secular | clergat regular | batejats por sacerdot | diaques | homes      | dones      |            |
| Bisbat de Bressanone         |          |          |          |           |                 |                 |                       |         |            |            |            |
| 1950                         | 100.039  | 199.905  | 50,0     | 342       | 233             | 109             | 292                   |         | 178        | 541        | 137        |
| 1959                         | 105.592  | 105.728  | 99,9     | 390       | 250             | 140             | 270                   |         | 222        | 512        | 137        |
| Bisbat de Bolzano-Bressanone |          |          |          |           |                 |                 |                       |         |            |            |            |
| 1970                         | 404.081  | 407.693  | 99,1     | 937       | 590             | 347             | 431                   |         | 475        | 1.519      | 252        |
| 1980                         | 428.000  | 431.078  | 99,3     | 795       | 491             | 304             | 538                   |         | 407        | 1.217      | 327        |
| 1990                         | 434.000  | 438.000  | 99,1     | 680       | 426             | 254             | 638                   | 1       | 328        | 1.003      | 280        |
| 1999                         | 446.300  | 459.069  | 97,2     | 599       | 372             | 227             | 745                   | 5       | 306        | 792        | 280        |
| 2000                         | 448.512  | 459.687  | 97,6     | 586       | 365             | 221             | 765                   | 5       | 289        | 775        | 280        |
| 2001                         | 457.898  | 464.601  | 98,6     | 578       | 361             | 217             | 792                   | 7       | 299        | 749        | 280        |
| 2002                         | 459.833  | 466.600  | 98,5     | 565       | 349             | 216             | 813                   | 11      | 289        | 721        | 280        |
| 2003                         | 458.675  | 466.482  | 98,3     | 624       | 348             | 276             | 735                   | 11      | 336        | 680        | 280        |
| 2004                         | 461.184  | 470.055  | 98,1     | 550       | 342             | 208             | 838                   | 11      | 267        | 668        | 280        |
| 2006                         | 465.365  | 479.758  | 97,0     | 543       | 339             | 204             | 857                   | 13      | 251        | 627        | 280        |
| 2012                         | 485.354  | 503.747  | 96,3     | 486       | 294             | 192             | 998                   | 21      | 229        | 514        | 281        |